# استاد ان‌هت هارینگ‌فلیت
استاد ان‌هت هارینگ‌فلیت (به هلندی: Stad aan 't Haringvliet) یک منطقهٔ مسکونی در هلند است که در خوری-افرفلاکی واقع شده‌است. استاد ان‌هت هارینگ‌فلیت ۱٬۳۹۹ نفر جمعیت دارد.